# Paraschizidium album
Paraschizidium album är en kräftdjursart som beskrevs av Sfenthourakis 1995. Paraschizidium album ingår i släktet Paraschizidium och familjen klotgråsuggor. Inga underarter finns listade i Catalogue of Life.